# Palácio da Justiça (Paris)

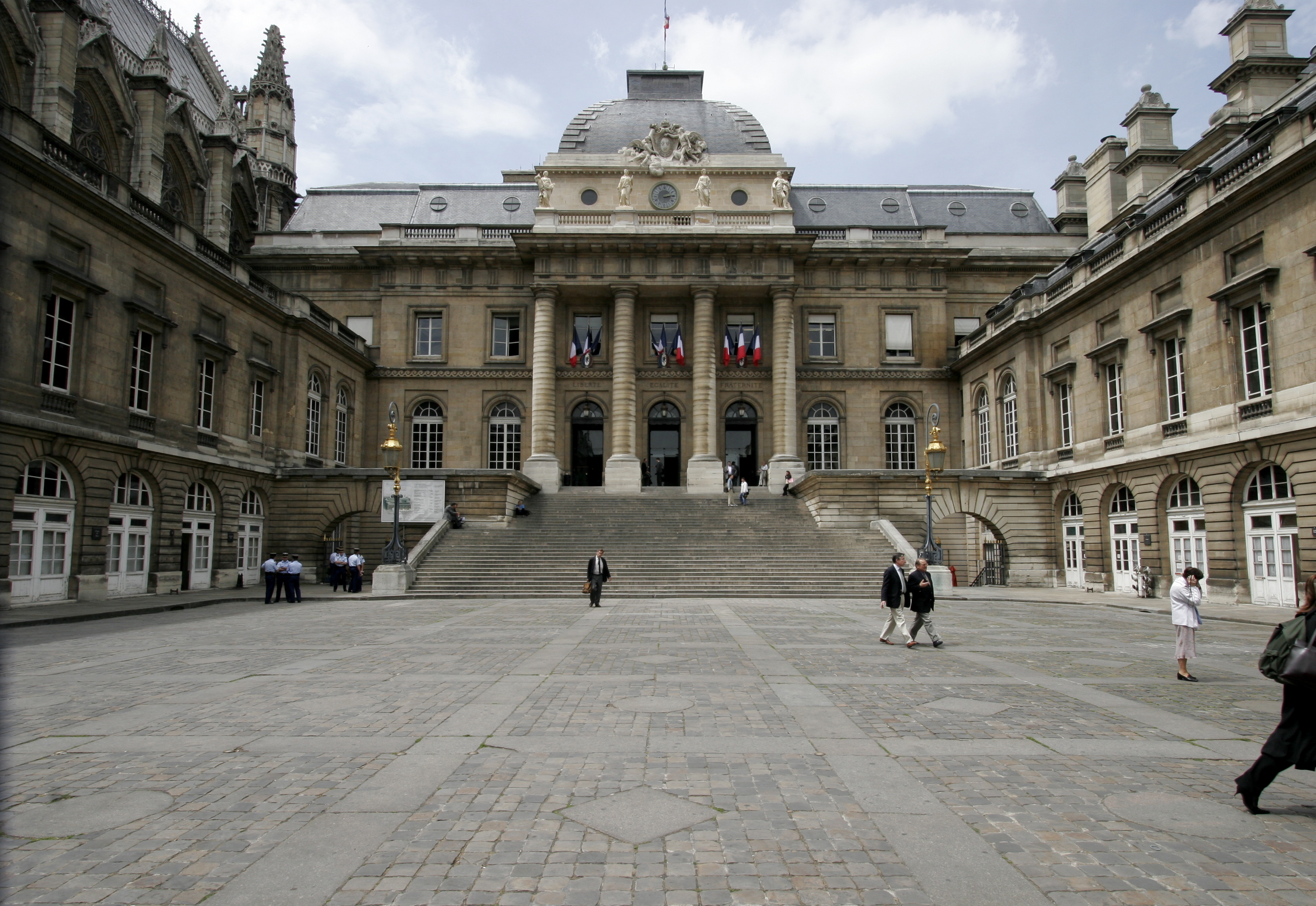
O Pátio de Maio onde estacionavam as carroças dos condenados à morte durante o Terror

O Palácio de Justiça de Paris é um conjunto arquitetônico situado no 1.º arrondissement de Paris, na Ilha de la Cité, (onde ocupa aproximadamente um terço de sua superfície) e abrigando as principais instituições jurídicas francesas.
É limitado por: :
- Ao norte, o Quai de l'Horloge
- A leste, o Boulevard du Palais
- Ao sul, o Quai des Orfèvres
- A oeste, a Rue de Harlay

## História
No local onde hoje se encontra o Palácio de Justiça, estendia-se antigamente o "Palácio da Cidade", residência e sede do poder dos reis franceses entre os séculos X e XIV. Deste palácio hoje restam apenas dois vestígios : a Conciergerie e a Sainte Chapelle. 
Quando o Rei Carlos V de França decide deixar o Palácio da Cidade e estabelecer-se no Hôtel Saint-Pol, resolve manter nele sua administração : o Parlamento de Paris, o Tribunal de Contas e a Chancelaria. Estava selada a vocação judiciária do lugar. 
Em 1776, sob o reinado de Luís XVI, um incêndio consumiu a parte que se estendia entra a Conciergerie e a Santa Capela (Sainte Chapelle). A fachada que domina o Pátio de Maio foi reconstruída entre 1783 e 1786, pouco antes do início da Revolução Francesa.

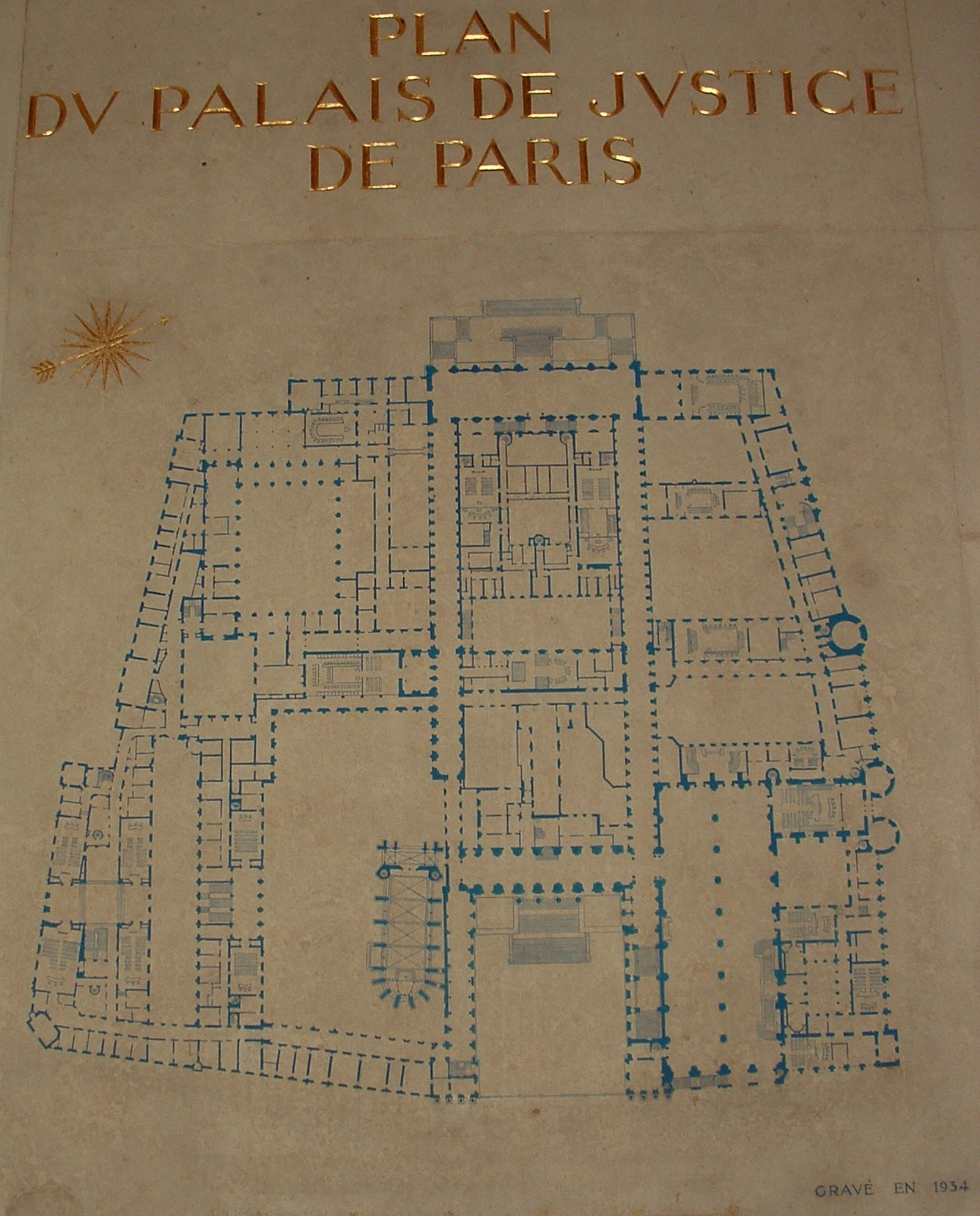
Plano do Palácio gravado em uma parede

Durante a Revolução, o Palácio de Justiça foi sede do Tribunal Revolucionário de 6 de Abril de 1793 até 31 de Maio de 1795.
O Palácio de Justiça ganha uma nova dimensão política durante a Restauração. Com efeito, após Luís XVIII e Carlos X, o debate judiciário disputa a preferência com o debate parlamentar. Novos postos são criados porém os prédios não são mais suficientes para acolher o volume crescente de causas. É neste momento que se iniciam os primeiros trabalhos de reforma e restauração. Como os casos judiciários não param de aumentar, a Monarquia de Julho lança um vasto programa de ampliação do palácio. Jean-Nicolas Huyot é encarregado de criar um projeto de ampliação e de isolamento de forma a fazer do Palácio de Justiça um edifício majestoso. 

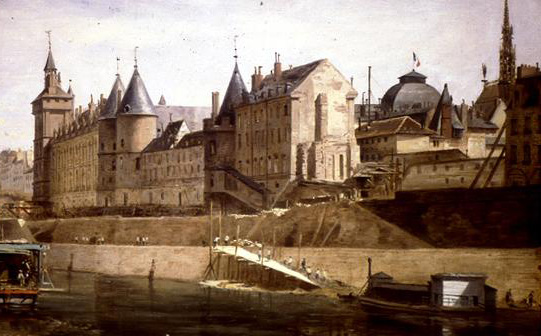
O Palácio de Justiça em 1858.

Em 1840, depois da morte de Huyot, Louis Joseph Duc e Honoré Daumet são encarregados de levar o projeto a termo. No entanto, o Rei Luís Felipe I não verá o término dos trabalhos, devido ao início da Revolução de 1848, e será sob o governo de Napoleão III que se verá o trabalho atingir seu "ritmo de cruzeiro". 
A obra está quase acabada quando estouram os acontecimentos de 1870. Ateado em diversos pontos do Palácio de Justiça pela Comuna de Paris agonizante, o incêndio de 24 de Maio de 1871 reduz a cinzas quase um quarto de século de trabalhos. A partir de então, tudo é recomeçado. Daumet é nomeado novamente arquiteto do Palácio, após a morte de Duc em 1879. Os planos são refeitos e as obras se reiniciam em 1883. O Palácio de Justiça não mais conheceu trabalho de tal envergadura após 1914.

## O Palácio de Justiça hoje
Até hoje, o palácio é sempre um dos centros nevrálgicos do sistema judiciário francês, já que abriga a Corte de Cassação, a mais alta jurisdição do país na matéria.
A Corte de Apelações de Paris também está alojada no Palácio de Justiça, assim como a maior parte dos tribunais parisienses. A proximidade existente entre o palácio e a "Direção Regional da Polícia Judiciária da Prefeitura de Paris" (DRPJ), que ocupa os terrenos adjacentes, situados no Quai des Orfévres (Cais des Orfévres), nº 36, facilita a comunicação entre as duas instituições. 

## Galeria de Fotos

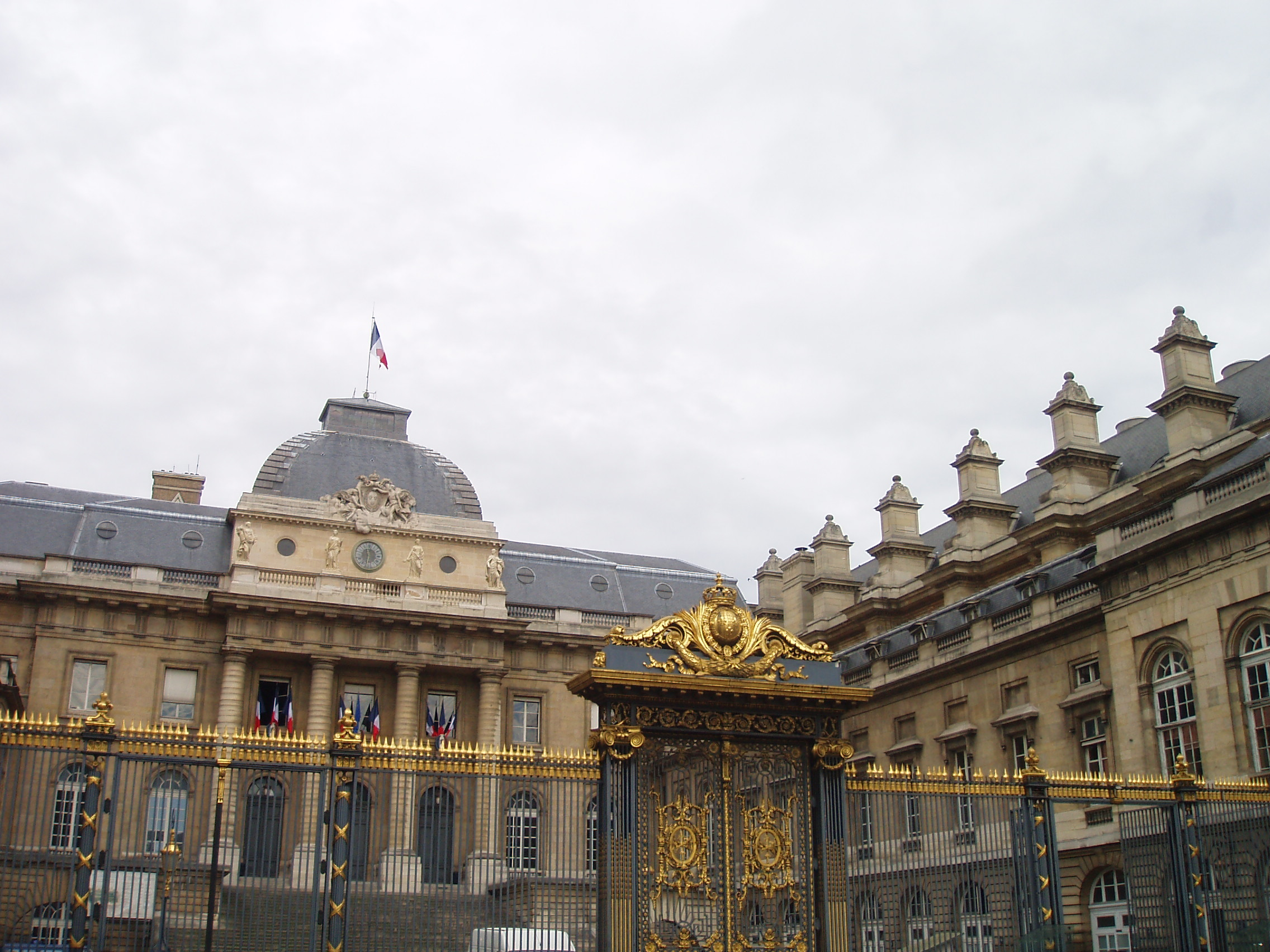
As grades do Pátio de Maio.
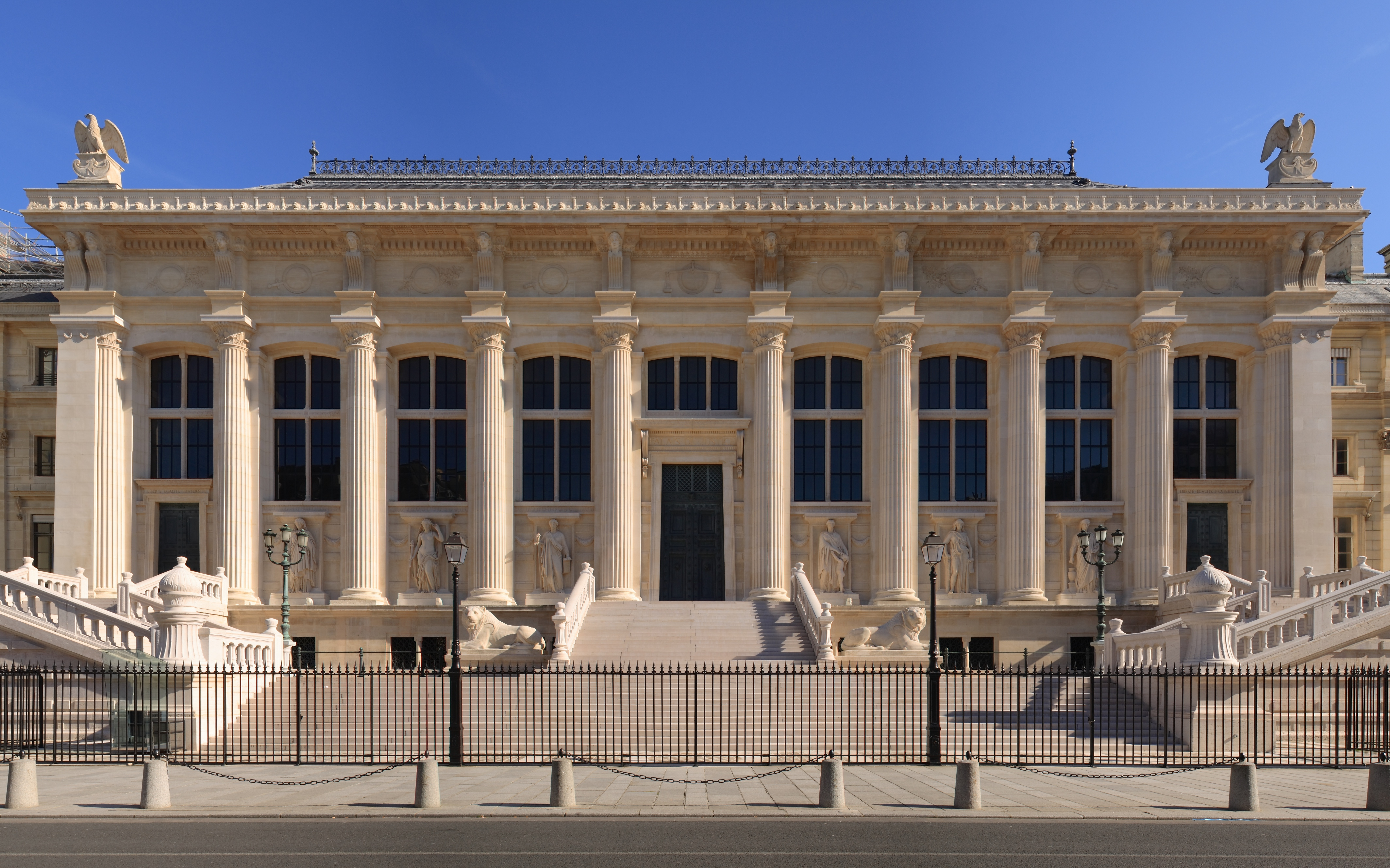
Fachada oeste situada na Rue de Harlay (entrada do Tribunal do Júri).